# Jurnalism
Jurnalismul reprezintă activitatea de colectare, analizare, verificare și prezentare a informațiilor de interes public referitoare la evenimentele curente, incluzând tendințe, rezultate și persoane. Cei care practică jurnalismul se numesc jurnaliști. Sinonime pentru jurnalism sunt ziaristică, gazetărie, publicistică.
De-a lungul timpului, jurnalismul a evoluat de la o activitate practică, adesea bazată pe pasiune sau voluntariat, la o ocupație organizată, cu rol social clar. Deși nu este întotdeauna recunoscut ca o profesie reglementată în toate țările, jurnalismul funcționează astăzi și ca un sector de afaceri, parte integrantă a industriei mass-media.

## Genurile publicistice
Operele publicistice se pot grupa în clase, în raport de apartenența lor la un gen publicistic. Definiția cea mai generală a genului ne trimite la accepția din logică, valabilă atât în științele naturii, cât și în arte, filosofie, ziaristică: "Clasă de obiecte care au note esențiale comune și cuprind cel puțin două specii" (Dicționarul explicativ al limbii române). In teoria literaturii, "genul trebuie conceput ca o grupare de opere literare bazată, teoretic, atât pe forma externă (structura) cât și pe forma internă (atitudinea, tonul, subiectul și publicul cărora ele se adresează)."
Genul ziaristic este o grupare de opere ziaristice, având comune modalitățile de prelucrare a informației și a opiniilor despre ea, precum și atitudinea, tonul, stilul, maniera de prezentare a faptelor și ideilor. Rezultă că genurile ziaristice (ca și genurile literare) sunt categorii ale prezentării. Prezentarea presupune forma externă (structura, corelația dintre conținut și formă) și forma internă (atitudinea, tonul, stilul, maniera de înfățișare a faptelor și ideilor).
Despre același eveniment, pe una și aceeași temă s-ar putea scrie știri, articole, reportaje, anchete, pamflete sau și interviuri. Deci, conținutul ar putea fi, în general, același, diferă doar prezentarea. Opera ziaristică combină aspectul estetic cu cel științific. 
In practica ziaristică cunoașterea genurilor este importantă. Fiecare gen ziaristic se caracterizează prin: conținut informațional, însușiri structural-compoziționale și particularități stilistice. Aceste caracteristici pot fi considerate și posibile criterii de clasificare a genurilor publicistice.
Genurile ziaristice pot fi clasificate în două mari grupe: genuri informative și genuri comentative. 

### Genuri ziaristice informative
Genurile informative au, ca principală sarcină, difuzarea informației din cele mai diverse domenii de activitate (culturală, politică, economică, socială etc.). Încă de la primele ziare apărute în lume, genurile informative au ocupat spații largi. Această tendință s-a accentuat odată cu scurgerea vremii. Apariția noilor tehnici (radio, televiziune), mai operative în difuzarea informației, nu au exclus prezența acesteia în coloanele presei scrise. Cele dintâi publicații românești ("Curierul Românesc" - 1829, "Albina românească" - 1829, "Gazeta de Transilvania" - 1837) în care "se puteau citi: știri politice, noutăți de la teatrul războiului, documente oficiale, vești despre negoț"), dar mai ales, marile periodice de mai târziu ("Universul", "Adevărul", "Dimineața" - în articolul-program al acestui ziar se consemna rostul noului cotidian: "un ziar care să apară în zori, în calea oricărui cetățean, în orice colț al țării ... pretutindeni, și să-l înștiințeze în tot ce s-a petrecut de ieri și până azi, peste zi și peste noapte" au inclus în paginile lor și genurile informative.
Centrul informativ fundamental este știrea. De obicei, știrea trebuie să răspundă la întrebările cine? ce? când? unde? Adeseori, însă, conține și elemente comentative: răspunsurile la întrebările de ce? și cum?
Evident, principalul obiectiv al știrii este să informeze. Informând, în același timp știrea orientează, formează și educă publicul. Acest din urmă obiectiv se realizează prin selecția evenimentelor tratate, cât și prin faptul că știrea este , de multe ori, un "semnal", care va fi continuat, extins, aprofundat prin alte genuri ziaristice.
Reportajul poate figura și între genurile informative. Genul se caracterizează prin implicarea ziaristului în evenimentul prezentat și prin folosirea de mijloace literar-plastice.
Intr-o situație similară se află și interviul, gen care dezvăluie faptele, evenimentele, ideile prin intermediul discuției ziaristului cu un interlocutor, în urma unei întrevederi. Forma clasică de interviu este succesiunea întrebare-răspuns.
Trebuie precizat că numai unele reportaje sau interviuri pot fi incluse în sfera informativului. Unele reportaje sau interviuri sunt mai bogate în elemente comentativ-analitice și aparțin sferei genurilor comentative.
Fiecare cu specificul său, având comună ponderea acordată argumentației (răspunsurile la întrebările de ce? și cum?), articolul, ancheta, cronica, documentarul, pamfletul, eseul sunt genuri comentative.
Într-o modalitate sau alta, principalele genuri se regăsesc în întreaga ziaristică, astfel "ce mai poate rămâne dintr-o pagină de gazetă în care nu se găsește sarcasmul unui pamflet, emoția profund omenească a unui reportaj, noutatea unei știri?"
În interiorul fiecărui gen, clasificările în specii pot forma două criterii valabile pentru toate genurile: structural-compozițional și tematic. Desigur, la fiecare gen, există și criterii specifice de clasificare.
Se pot face câteva observații: orice gen ziaristic trebuie să aibă, ca punct de pornire, fapte din realitate. Genurile se deosebesc între ele prin felul cum sunt înfățișate faptele selectate de ziarist. Unele genuri comunică, în primul rând, fapte, evenimente (știrea, reportajul, interviul), altele sunt destinate comunicării ideilor (articolul, eseul).
Comunicând fapte, evenimente, știrea, reportajul sau interviul vehiculează, în același timp, idei. După cum articolul și eseul nu pot comunica idei abstracte din neant, ci bazate, măcar în ultimă instanță, tot pe fapte, pe evenimente. In interiorul fiecărui gen, speciile deosebite prin criteriul structural-compozițional urmează calea de la simplu la complex. De exemplu: știrea - flash, multiplă, notă sau articolul - relatare, de analiză, editorial, teoretic.
Prin criteriul tematic, genurile se pot clasifica pe domenii problematice: cultural, politic, economic, social, științific, sportiv. Conform aceluiași criteriu, cronica poate fi: politică, economică, socială, științifică, literară, artistică (teatrală, cinematografică, muzicală, plastică, de dans), de radio și televiziune, sportivă sau a divertismentului.
Genurile ziaristice funcționează ca un sistem, în care elementele se pot interfera. În practica ziaristică se întâlnesc reportajul-anchetă, reportajul-interviu, reportajul-eseu, interviul-pamflet, ancheta-pamflet, articolul-pamflet. Fiecare din aceste genuri ๎și are importanța sa. Orice ierarhizare, din acest punct de vedere, nu se justifică. 
Contribuția fotoreporterului în ziaristică a dat naștere unor genuri specifice: știrea foto, fotoreportajul, fotoancheta, fotocronica. Preluate din presa scrisă, genurile ziaristice și-au păstrat datele esențiale la radio și televiziune. Elemente specifice există pentru fiecare canal în parte. De exemplu, în presa scrisă cotidiană, știrea începe cu răspunsul la întrebarea când?, spre deosebire de aceeași știre la radio și televiziune, care trebuie să de-a răspuns, înainte de toate, la întrebarea ce s-a întâmplat? Ca manieră de difuzare a genurilor ziaristice, specifică pentru radio și televiziune, este transmisiunea directă.
Genul ziaristic poate fi ales de către ziarist, de aceea sunt necesare cunoștințele de bază referitoare la genuri. Cine nu știe ce genuri are la dispoziție pentru a-și exprima ideea ziaristică nu poate nici să aleagă între multiple posibilități. Pe lângă cunoștințele despre specificul și cerințele fiecărui gen în parte, ziaristul își formează și dezvoltă aptitudinile în vederea folosirii creatoare a cunoștințelor de specialitate. Numai în acest fel ziaristul va putea să redacteze operativ, inteligibil, convingător, variat. Astfel există gazetari care s-au specializat într-unul sau mai multe genuri ziaristice. 
De multe ori sunt apreciate de public opere ziaristice care nu respectă canoanele genului. Dar genurile ziaristice nu sunt încorsetate de reguli rigide. Astfel, nu există genuri în sine, ci numai opere ziaristice redactate în diferite genuri. Creația ziaristică trebuie totuși să țină seama de condițiile istorice, politice, sociale, economice ale societății.
Se pune întrebarea dacă orice temă poate fi tratată prin orice gen publicistic. Teme de mare anvergură, evenimente și fapte cu largi implicații reclamă folosirea unor genuri cu o mai mare pondere a aspectului comentativ (articolul, ancheta), iar teme, evenimente și fapte de interes mai periferic pot fi prezentate prin genuri în care predomină aspectul informativ (știre și altele). 
Poziția politică a ziaristului determină optarea pentru un gen sau altul, ca reflex al importanței pe care acesta o acordă (sau nu o acordă) unor teme, evenimente, fapte.
Un celebru exemplu este "afacerea Dreyfus". Dintr-un fapt divers de spionaj, cazul s-a transformat într-o amplă campanie de presă, la care au concurat diferite genuri ziaristice, de la caricatură până la celebra polemică "Acuz" a lui Emile Zola.
Operele aparținând aceluiași gen se pot "decupa" și analiza, găsindu-li-se notele comune, dar și deosebirile. Câteodată chiar "decupajul" dă naștere unor volume de eseuri, de reportaje, de interviuri etc. Spre exemplu putem aminti "Cronicile optimistului" ale lui George Călinescu sau pamfletele lui Tudor Arghezi.
Etimologic, cuvântul a informa înseamnă "punere în formă". bul a informa desemnează procesul de prelucrare, structurare a datelor, a faptelor în forme purtătoare de sens. 
Cuvântul informație este deseori folosit pentru a denumi știrea, adică relatarea succintă, lapidară a evenimentelor, a faptelor de actualitate. Termenul de informație are însă un înțeles mai larg decât cel de știre. "Într-un prim sens, informația numește un element particular de cunoaștere sau de judecată, accesibil oricui, sub orice formă. În altă accepți, informația delimitează o nevoie socială de comunicare între membrii unei colectivități sau între diversele grupuri ale societății. În fine, termenul de informație vizează ansamblul mijloacelor sau instrumentelor care asigură, într-o societate dată, comunicarea între oameni." Delimitarea între informație și știre o întâlnim de exemplu în franceză: information - nouvelle; în italiană: informazione - notizia; în spaniolă: informacion - noticia; în engleză: information - news etc.
Informația este un termen cu accepții și utilizări diferite, în domenii diferite: în informatică, în cibernetică, în economie, în matematică, în sociologie, în administrație, în armată, în meteorologie sau în învățământ.

## Etica și standardele
În timp ce diversele coduri existente au unele diferențe, majoritatea împărtășesc elemente comune, inclusiv principiile – veridicitatea, acuratețea, obiectivitatea, imparțialitatea, corectitudinea și responsabilitatea publică – deoarece acestea se aplică pentru achiziționarea de informații demne de știri și difuzarea lor ulterioară către public.
Unele coduri de etică jurnalistice, în special cele europene, includ, de asemenea, o preocupare cu referințe discriminatorii în știri bazate pe rasă, religie, orientare sexuală și dizabilități fizice sau mentale. Adunarea Parlamentară a Consiliului Europei a aprobat în 1993 Rezoluția 1003 privind Etica Jurnalismului care recomandă jurnaliștilor să respecte prezumția de nevinovăție, în special în cazurile care sunt încă sub judice.

## Profilul Jurnalistului
Creatorii spațiului public virtual, formatori ai opiniei publice, sau “câinii de pază al democrației”, jurnaliștii au un rol esențial în țările democratice. Fără ei, nu am avea o agendă publică comună, nu am cunoaște noutățile de zi cu zi și, poate cel mai important, nu am putea ști și critica injustițiile sau abuzurile celor care ne guvernează. Chiar dacă în România presa nu are o organizație unică sau o lege care să îi guverneze activitatea, statutul jurnalistului este special, datorită dreptului publicului de a fi informat, corelat cu dreptul inviolabil la libera exprimare al jurnalistului. Datoria principală, indiferent de tipul de jurnalism practicat (de investigație, de opinie, foto-jurnalism), este informarea corectă a publicului. Profesia are propriul cod deontologic care enumeră câteva principii care stau la baza practicii jurnalistice, dar spre deosebire de medici, magistrați sau aviatori, oricine poate deveni jurnalist, fără să aibă nevoie de o acreditare specială. Nu oricine, însă, poate deveni un jurnalist profesionist și recunoscut, iar drumul către performanță începe întotdeauna de jos.
Jurnalist ești non-stop, spun oamenii din breaslă. Cu alte cuvinte, atunci când termini lucrul la birou sau pe teren, continui să fii jurnalist în felul în care observi și gândești. Să fii jurnalist înseamnă să fii în miezul evenimentelor și mereu conectat la ce se întâmplă în țară și pe glob. Pe scurt, jurnaliștii se ocupă de cercetarea, analiza și comunicarea știrilor și informațiilor publice prin intermediul mijloacelor de comunicare în masă (TV, radio, ziare) și al altor canale media (online).
În funcție de tipul de mediu în care lucrezi, atribuțiile tale variază de la monitorizarea presei și participarea la evenimente sau conferințe de presă până la scrierea de reportaje, relatări sau interviuri. Dacă vrei să lucrezi într-o redacție de știri sau agenție de presă, trebuie să știi că programul tău zilnic este flexibil și variază în funcție de subiectele despre care scrii, pe care ai datoria să le urmărești. Drumul unei știri de la fața locului la canalul media (TV sau presă scrisă) trebuie să fie cât mai scurt, ceea ce înseamnă o muncă în echipă cât mai eficientă – de la reporterii și cameramanii de pe teren, la editorii în redacție și prezentatorii de pe micul ecran, știrea parcurge mai multe filtre și ajunge într-o formă simplificată și cât mai imparțială la publicul larg.
Fiecare rol este diferit și implică valori precum acuratețea, rapiditatea, corectitudinea informațiilor (care trebuie verificate din mai multe surse), responsabilitatea, răbdarea, curiozitatea și dedicația.